# Нигатив
Влади́мир Влади́мирович Афана́сьев (род. 4 декабря 1981, Успенская, Белоглинский район, Краснодарский край, РСФСР, СССР), более известный под псевдонимом Нигати́в — российский рэпер и музыкант, бывший солист краснодарской рэп-группы «Триада». Также с 2010 года снимается в кино и сериалах.

## Биография
Родился 4 декабря 1981 года в станице Успенской  Белоглинского района Краснодарского края, в семье учительницы физики и художника. В 1997 году окончил школу с медалью, в 2002 — физико-технический факультет КубГУ по специальности квантовая электроника, до 2005-го работал в российском авиа-космическом агентстве, сейчас — инженер сотовой связи. С шести до шестнадцати лет пел в казачьем хоре.
Слушать рэп начал с 1995 года, писать — с 1996-го. Учился играть на баяне, трубе, балалайке, гитаре, но, по собственным словам, так и не научился.
Увлекается литературой, любимые авторы: Чехов, Пушкин, Есенин, Эдгар По, Гомер, Эсхил, Данте, Шекспир. В 2010 году выпустил книгу «Астрологический суд» в жанре «мистический детектив», в стадии задумки находится ещё одна книга, классический роман.
Одна уже готова, вторая на редакции. Другой вопрос, что первую читать никто не стал. Допишу когда серию - выложу в интернет целиком, скорее всего.Нигатив

### Музыкальная карьера
В 1997 году, на пару с соратником по кличке Маугли, организовал свою первую группу под названием Triple V, в которой пытались писать тексты и читать на английском. Зимой 1998-го знакомится с молодым краснодарским рэпером Скато, новоявленным студентом худграфа, совместно с которым основывает проект B.D.X. Но из-за разногласий в коллективе проект распался после первого же выступления.
С 1999 по 2018 годы Нигатив был участником краснодарской рэп-группы «Триада».

#### Сольное творчество
Помимо участия в группе «Триада», Владимир выпустил несколько сольных альбомов. В июне 2006 года вышел альбом «Точка Росы» (2 CD); в 2010 и 2011 годах соответственно состоялся релиз второго сольника в двух частях: «Точка Опоры. Белый Том» (вышел 1 октября 2010) и «Точка Опоры. Чёрный Том» (17 февраля 2011). Альбом Нигатива «Точка Росы» стал первым в истории русского рэпа двойным диском. В начале 2013 года выпустил EP «Простой». В 2016 году, вышел альбом «NIX ET NOX». Через два года, 26 октября 2018 года, выпустил альбом «ЖАМЕВЮ».

##### Псевдоним
О возникновении псевдонима «Нигатив»:
…это не я его выбрал, это мой давний друг, Лев Паддингтон, постарался над псевдонимом. Дело в том, что в пору моей юности (наверное, звучит ужасно!) в университете мне приклеили кличку «Негр». Как-то раз я пришёл на экзамен при полном параде: в чёрном костюме, чёрной рубашке, чёрный, в общем. Лев говорит: «О! А я понял! Ты сейчас на самом деле негр в белом костюме, только как будто это негатив фотографии!» А потом уже «негатив» переросло в «Ниггатив», ведь в переводе с английского «негр» звучит как «nigga». Кстати, эта история обсуждается на DVD «Триады».

#### ТП «Барада»
В 2013 организовывается проект трио пародий «Барада», в состав входят три участника: Егор aka Егорка, Нич и Тиша. За именами скрываются сам Нигатив, Реванш и Булат aka One-bula соответственно.

## Личная жизнь
Женат на Светлане Афанасьевой, есть дочь Алиса.
Также увлекается дрифтом, и принимает участие в соревнованиях на своей BMW 3-er E36.

## Дискография

### Сольные альбомы
- 2006 — «Точка Росы» (2 CD)[12][13]
- 2010 — «Точка Опоры. Белый том»[14][15]
- 2011 — «Точка Опоры. Чёрный том»[16]
- 2013 — «Простой» ЕР
- 2014 — «Числа» EP
- 2016 — «NIX ET NOX»
- 2018 — «ЖАМЕВЮ»
- 2021 — «Классика жанра» EP
- 2021 — «Либератта»
- 2024 — «Кризис среднего»

### В составе группы «Триада»
- 2004 — «Противоядие»[17]
- 2005 — «Орион»[18]
- 2007 — «Август»[19]
- 2009 — «Шестое чувство»[20]
- 2011 — «7 поводов» (EP)[21]
- 2012 — «Мои глаза открыты»[22]
- 2013 — «Исток»[23]
- 2015 — Третье Дыхание[24]
- 2016 — «9»

### В составе ТП «Барада»
- 2013 — «Два хита и who’эта»
- 2013 — «Yo!Банный день»
- 2013 — «Cosh-Mosh»

### Сборники
- 2006 — «Контрольный выстрел»[25]
- 2014 — «Записки сумасшедшего»[26]

## Фильмография[27]
| Название                        | Год  | Роль             |
| ------------------------------- | ---- | ---------------- |
| Лучик (мини-сериал)             | 2016 | тракторист       |
| Чужая кровь (сериал)            | 2017 | зэк              |
| Реальные пацаны (сериал)        | 2018 | Севыч            |
| На районе (фильм)               | 2018 | Шамиль, бандит   |
| Тобол (фильм)                   | 2018 | переводчик Чонга |
| На Луне (фильм)                 | 2019 | Заяц             |
| Русские горки (фильм)           | 2019 | Вертухай         |
| Патриот (сериал)                | 2020 | Гера             |
| Спасите Колю! (фильм)           | 2020 | Сергей Петрович  |
| Хрустальный (сериал)            | 2021 | Ивашов           |
| Вампиры средней полосы (сериал) | 2021 | Копатель Игорь   |
| Семейный бюджет (фильм)         | 2021 | Коллектор        |
| Медиатор (фильм)                | 2021 | Музыкант         |
| Мажор в Сочи (фильм)            | 2022 | Охранник         |
| Шпион (сериал)                  | 2023 | Киллер           |
| Плейлист волонтера (сериал)     | 2023 | Демон            |
| Тяни, Сундук! (сериал)          | 2023 | бизнесмен        |
| Бедные смеются, богатые плачут  | 2024 | Валера           |

## Видеоклипы
- 2010 — «Понял»
- 2010 — «Новость» (уч. Хаак, Кажэ Обойма)
- 2010 — «Письмо»
- 2011 — «Ты меня не стоишь» (уч. Bahh Tee)
- 2011 — «На пороге храма»
- 2011 — «История одной болезни»
- 2011 — «Будь осторожен» (уч. Хаак)
- 2013 — «Дождь»
- 2013 — «Тороплюсь» (уч. Bahh Tee)
- 2014 — «222»
- 2015 — «Индикатор» (уч. Стас Пухх)
- 2015 — «В двух шагах от рая» (уч. Короб)
- 2015 — «Времени нет»
- 2015 — «Медленно»
- 2016 — «Не выспался»
- 2016 — «Гуинплен»
- 2016 — «Скучаю» (уч. МсMask)
- 2016 — «Невесомость» (уч. Зоя Бербер)
- 2017 — «Мне бы»
- 2017 — «Вернись» (уч. Лампочка)
- 2018 — «Лавина»
- 2018 — «На районе»
- 2018 — «Если нет пути назад» (OST: «На районе»)
- 2018 — «А как иначе?»
- 2019 — «Всё равно»
- 2019 — «На руках»
- 2020 — «Есть как есть» (уч. Кравц)
- 2021 — «Мармеладе»
- 2021 — «Циник»
- 2023 — «Оболочка»

### В составе группы «Триада»
•  2004 - "Мертвый город"
- 2005 — «Дежавю»
- 2009 — «Первое видео»
- 2009 — «Седая ночь» (уч. Тати; OST «Ласковый май»)
- 2009 — «Ревность» (уч. Лион)
- 2010 — «Лебединая»
- 2010 — «Паранойя»
- 2011 — «Нежный омут»
- 2012 — «Что?»
- 2013 — «Свет не горит»
- 2013 — «Белый танец»
- 2014 — «Твой танец»

### В составе ТП «Барада»
- 2013 — «Пойла»
- 2013 — «День урожая»
- 2013 — «Pacific Rim» (не OST «Тихоокеанский рубеж»)

## Признания
В 2006 году попал в десятку самых перспективных рэперов страны по версии сайта Rap.ru.
В 2015 году стал участником жюри украинского рэп батла под названием «Pit Bull Battle».